# Instituto Nacional del Tórax
El Instituto Nacional del Tórax, más conocido como Hospital del Tórax, es un hospital chileno ubicado en la comuna de Providencia, Santiago. Es operado por el Gobierno de Chile, por medio del Ministerio de Salud. Se considera desde 2007 un "establecimiento autogestionado en red de alta complejidad", lo que significa que tiene una complejidad técnica superior al común de los centros asistenciales. Cuenta con un equipo multidisciplinario especializado en el tórax de los pacientes, donde comúnmente se realizan trasplantes y se practican tratamientos a enfermedades principalmente cardíacas y respiratorias. 
Fue creado el 23 de agosto de 1954 por iniciativa de Héctor Orrego Puelma, a partir del Servicio Broncopulmonar del Hospital del Salvador.
En 2009 fue el lugar donde se aisló a los primeros pacientes chilenos contagiados por la influenzavirus A subtipo H1N1.